# Scopula campbelli
Scopula campbelli là một loài bướm đêm trong họ Geometridae.